# A-10 Tank Killer
Az A-10 Tank Killer egy 1989-ben PC-re, majd 1990-ben Amigára kiadott harci repülőgép szimulátor videójáték, melyet a Dynamix fejlesztett. A játékhoz 1991-ben küldetéslemez jelent meg, az alapszoftvernek pedig kiadták a v1.5 változatát. A küldetéslemez 21 hidegháború és az öbölháború tematikájú küldetést tartalmaz. Az alapszoftvert és a küldetéslemezt 1995-ben egyben is kiadták Amigára és PC-re. A Sierra On-Line 1996-ban kiadta a játék folytatását Silent Thunder: A-10 Tank Killer II néven Windowsra.

## Játékmenet
A játékban egy A–10 Thunderbolt II (közkeletű becenevén: "Varacskos disznó") pilótafülkéjében találja magát a játékos. Ahogy a játék neve és a géptípus sugallja, elsősorban tankok és más földi célpontok (utak, hidak) rombolása és megsemmisítése a cél. A fegyverzet egy 30 mm-es GAU–8 Avenger páncéltörő gépágyúból áll, mely másodpercenként 70 lövés leadására képes. A pilóta többféle kameraszögből láthatja a környezetét. A leszállás automatikus és gyorsított idő funkció is rendelkezésre áll. Az egyes küldetések összefüggnek, azaz, ha valamely célt elmulaszt a játékos megsemmisíteni, az a következő küldetésben rátámadhat. A játék v1.5 változata hozta be a 7 új öbölháborús küldetést az iraki Sivatagi Vihar nevű hadműveletben.
PC-n, egy 20 MHz órajelű 386-os számítógépen egyszerűen túl gyors volt a játék és egyetlen mozdulat elég volt, hogy átbukjon és földbe álljon a repülőgép, mely rontotta a játékélményt. Ennek okán a magasságot is nehezen lehetett tartani repülés közben, hát még, amikor közben a gépágyút is használni kell. A Dynamix gyorsan orvosolta ezt a problémát és kiadták a játék javított változatát, melyben a Shift és 1-től 9-ig terjedő számbillentyű lenyomásával 9 fokozatban lehetett állítani a futási sebességet.

## Fogadtatás
| Összegzőoldal | Értékelés |
| ------------- | --------- |
| Moby Score    | 7,7       |

| Szerző                   | Értékelés      |
| ------------------------ | -------------- |
| Aktueller Software Markt | 6,8/12 (Amiga) |
| Amiga Action             | 75% (Amiga)    |
| CGW                      | (PC)           |
| Génération 4             | 78% (PC)       |
| The Games Machine        | 96% (PC)       |
| Zzap!64                  | 90% (Amiga)    |

| Szerző            | Díj         |
| ----------------- | ----------- |
| The Games Machine | Star Player |

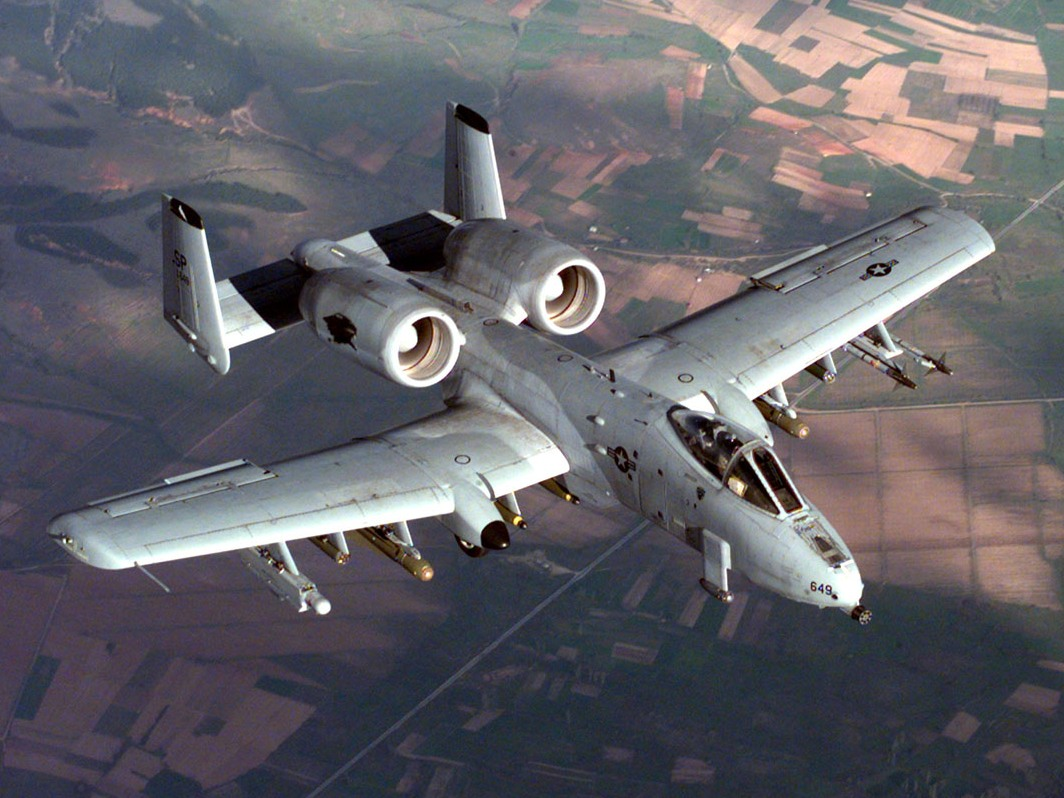
Egy igazi A-10 Thunderbolt II "Tank Killer" bevetésen 1999-ben

A Sierra On-Line 1996 márciusi állapotnak megfelelő adatai szerint az A-10 Tank Killer játék, valamint a folytatása összesen 250.000 darabos eladást produkált. A bonni székhelyű, a fiatalságra ártalmas műveket vizsgáló hatóság (akkori nevén: Bundesprüfstelle für jugendgefährdende Schriften, röviden: BPjS) listázta ("indexálta") a játékot az erőszakos tartalma miatt, mely korlátozta a Németországon belüli hirdethetőségét, eladhatóságát.
A Computer Gaming World méltatta a grafikát és a digitalizált fotók alapján készült képernyőképeket, ugyanakkor túl érzékenynek ítélte joystickot. Mozgalmasnak és játszhatónak találta a magazin az A-10 Tank Killert és ugyan úgy találták, hogy nem realitáskereső veterán pilótáknak való, de egy gyors és könnyű mulatságnak mindenképpen megteszi. Ötből négy csillagra értékelték a játékot. A The Games Machine csúcsminőségűnek tartja a játék grafikáját, összegészében pedig "remek cuccnak" és 96%-os értékelés mellett "Star Player" minősítéssel is díjazta.
A Zzap! az Amiga változat 90%-os értékelésével mindenképpen ajánlotta a játékot, mely szerintük "színtiszta szórakozás". A német ASM magazin szerint már az eredeti PC-s verzió sem volt elég komplex és valósághű, melyen az Amiga-változat sem változtatott semmit. Igazából egy gyors átirat, mely Amigán még lassú is, ugyanakkor kiemelte a szép grafikát és nem tagadta a játékélményt sem. A hagyományosan kritikus hangvételű Amiga Action a 75%-os értékelése mellé még hozzáteszi, hogy "többet is kihozhattak volna belőle".